# Interrobang
De interrobang (weergegeven als ‽) is een combinatie van een vraagteken en een uitroepteken. Het teken is bedoeld om een uitroepende vraag aan te geven.

## Introductie en geschiedenis
De interrobang is in 1962 bedacht door de Amerikaan Martin K. Speckter (1915-1988), destijds de directeur van een Amerikaans reclamebureau. Hij wilde een nieuw teken bedenken dat het vraagteken en het uitroepteken combineerde. De interrobang is echter nooit in zwang geraakt. In plaats daarvan worden doorgaans het vraagteken en het uitroepteken achter elkaar geschreven (?! of !?). Uitgebreidere of oudere lettertypen ondersteunen het teken meestal nog wel, maar nieuwere bevatten het teken vaak niet meer.

## Gebruik
De Unicode-classificatie van de interrobang is U+203D. De interrobang kan op sommige Windows-computers met een numeriek toetsenbord worden getypt door ALT ingedrukt te houden en de alt-code 8253 in te typen op dat numeriek toetsenbord.